# Nemanja Ubovic
Nemanja Ubovic o Nemanja Ubović (Belgrad, 24 de febrer de 1991) és un waterpolista serbi. És jugador del CN Sabadell.
Va començar a jugar al VK Beograd. El 2010 es va traslladar a Novi Sad, a Voivodina. El 2013 va fitxar per l'Atlètic Barceloneta. Amb aquest club, va guanyar dos campionats d'Espanya, dues Copes del Rei, dues Supercopes d'Espanya i una LEN Champions League en dues temporades. El juny de 2015 firmà contracte per dues temporades amb l'AN Brescia. Després, va jugar tres temporades com a boia de l'OSC Budapest. Actualment és jugador del CN Sabadell.
L'abril de 2021, va ser acusat públicament pel jugador rival Víctor Gutiérrez per haver-li proferit insults homofòbics durant un partit. La Federació Espanyola de Natació, després d'una investigació, va donar la raó a Gutiérrez i va sancionar Ubovic amb quatre partits i 200 euros de multa. Així doncs, Ubovic esdevingué el primer esportista professional sancionat a Espanya per homofòbia.